# جاك بروكس (ملحن)
جاك بروكس (بالإنجليزية: Jack Brooks)‏ هو ملحن وكاتب أغاني وشاعر أمريكي، ولد في 14 فبراير 1912 في ليفربول في المملكة المتحدة، وتوفي في 8 نوفمبر 1971 في لوس أنجلوس في الولايات المتحدة.

## وصلات خارجية
- جاك بروكس على موقع IMDb (الإنجليزية)
- جاك بروكس على موقع ميوزك برينز (الإنجليزية)
- جاك بروكس على موقع أول موفي (الإنجليزية)
- جاك بروكس على موقع قاعدة بيانات الأفلام السويدية (السويدية)
- جاك بروكس على موقع ديسكوغز (الإنجليزية)
- جاك بروكس على موقع قاعدة بيانات الفيلم (الإنجليزية)
- جاك بروكس على موقع كينوبويسك (الروسية)